# 1894
Прекрасна епоха • Промислова революція •  Колоніальні імперії •  Національно-визвольні рухи • Робітничий рух

## Геополітична ситуація
У Росії імператора Олександра III змінив Микола II (до 1917). Російській імперії належить більша частина України, значна частина Польщі, Бессарабія, Закавказзя, Фінляндія, Бухарське ханство, Хівинське ханство. Україну розділено між двома державами — Королівство Галичини та Володимирії належить Австро-Угорщині, Правобережжя, Лівобережжя та Крим — Російській імперії.
В Османській імперії править султан Абдул-Гамід II (до 1909). Під владою османів перебувають Близький Схід, Середземноморське узбережжя Північної Африки частина Балкан, автономна Болгарія.
В Австро-Угорщині володарює Франц-Йосиф I (до 1916). Імперія охоплює, крім австрійських та угорських земель, Хорватію, Трансильванію, Богемію. У Німецькій імперії править Вільгельм II (до 1918). Німецька імперія має колонії в Африці та в Тихому океані.
Третя французька республіка має колонії в Алжирі, Карибському басейні, Південній Америці в Індокитаї. Королівство Іспанія формально очолює неповнолітній Альфонс XIII (до 1931). Іспанії належать частина островів Карибського басейну, Філіппіни. У Португалії править Карлуш I (до 1908). Португалія має володіння в Африці, Індії, Індійському океані й Індонезії.
У Великій Британії триває Вікторіанська епоха — править королева Вікторія (до 1901). Британська імперія має колонії в Північній Америці, на Карибах, в Африці та в Індостані. Королівство Нідерланди формально очолює неповнолітня королева Вільгельміна (до 1948). Король Данії та Норвегії — Кристіан IX (до 1906), Оскар II сидить на шведському троні (до 1907), на троні Королівства Італія — Умберто I (до 1900).
Гровер Клівленд обіймає посаду президента США. Територію на півночі північноамериканського континенту займає Канадська конфедерація (домініон Великої Британії), територія на півдні континенту належить Мексиці.
В Ірані при владі Каджари. Владу над Індостаном та Бірмою утримує Британська корона, над В'єтнамом, Лаосом і Камбоджею — Франція. У Сіамі править династія Чакрі. У Китаї володарює Династія Цін. В Японії триває період Мейдзі.

## Події

### В Україні
- 31 травня відкрито львівський електричний трамвай.
- 5 червня-10 жовтня у Львові відбулася Галицька Крайова виставка — наймасовіша за всю історію Галичини
- 14 липня у Львові в межах Крайової виставки відбувся перший документально зафіксований футбольний матч в Україні: Львів — Краків (1:0).
- Завершилася робота над «Рацлавицькою панорамою».

### У світі
- 4 січня Французька республіка та Російська імперія утворили військовий союз.
- 2 березня Вільям Гладстон пішов з посади прем'єр-міністра Великої Британії.
- 11 квітня Велика Британія встановила протекторат над Угандою.
- 22 червня Дагомея стала французьким протекторатом.
- 24 червня від руки вбивці загинув президент Франції Саді Карно.
- 4 липня утворилася Республіка Гаваї.
- 1 серпня спалахнула Японсько-цінська війна за вплив над Кореєю.
- 15 жовтня у Франції заарештовано Альфреда Дрейфуса за звинуваченням у шпигунстві. Починається так звана Справа Дрейфуса.
- 1 листопада Микола II замінив на російському троні Олександра III.

### В суспільному житті
- У США встановлено перший телефонний комутатор.
- В Англії виникло Королівське товариство Святого Георгія.
- Почалася Третя пандемія чуми.
- 11 травня почався Страйк Пульмана, який тривав до 20 липня й завершився поразкою страйкарів.
- У Новій Зеландії вперше в світі запроваджено мінімальну заробітну платню.
- Засновано журнал «Білборд».
- У Південній Австралії жінки отримали право голосувати й бути обраними.

### У науці
- Лорд Релей та Вільям Ремзі вперше виділили Аргон.
- Олівер Лодж продемонстрував можливість радіотелеграфії.
- Альбрехт Коссель висунув теорію, що амінокислоти є головними структурними елементами білків.
- Патрік Менсон аргументував, що малярія переноситься комарами.

### У мистецтві
- Іван Вазов опублікував роман «Під ігом».
- Кнут Гамсун надрукував роман «Пан».
- Антонін Дворжак скомпонував «Гуморески».
- У Лондоні відкрився Тауерський міст.
- Завершилося будівництво Рейхстагу у Берліні.

### У спорті
- Засновано Міжнародний Олімпійський Комітет.
- У Франції відбулися перші автомобільні перегони від Парижа до Руана.
- Емануїл Ласкер став чемпіоном світу з шахів, вигравши матч у Вільгельма Стейніца.

## Народились
Дивись також Категорія:Народились 1894
- 13 січня — Євген Онацький, провідний діяч Організації українських націоналістів, громадський діяч, журналіст і науковець.
- 30 січня — Борис III, останній цар Болгарії (1918—1943 рр.)
- 10 лютого — Гарольд Макміллан, англійський політик, державний діяч, прем'єр-міністр Великої Британії (1957—1963)
- 20 лютого — Ярослав Івашкевич, польський письменник
- 8 березня — Вяйне Аалтонен, фінський скульптор-монументаліст, медальєр, театральний художник
- 15 квітня — Бессі (Елізабет) Сміт, американська співачка
- 17 квітня — Хрущов Микита Сергійович, радянський державний і політичний діяч, секретар ЦК КП(б) України (1947—1949 рр.)
- 21 квітня — Кіо Еміль Теодорович (Гіршфельд-Ренард), російський ілюзіоніст
- 26 квітня — Рудольф Гесс, німецький політичний діяч, один з ідеологів нацизму, особистий секретар Гітлера
- 27 травня — Дешилл Хеммет, американський письменник, автор детективів
- 10 червня — Хетті Макденіел, акторка
- 23 червня — Едуард VIII, король Великої Британії з 20 січня по 10 грудня 1936 року
- 25 червня — Герман Оберт, німецький вчений, основоположник сучасної астронавтики
- 8 липня — Капиця Петро Леонідович, російський фізик
- 13 липня — Бабель Ісаак, російськомовний новеліст єврейського походження
- 17 липня — Жорж Леметр, бельгійський астроном
- 25 липня — Гаврило Принцип, сербський терорист, «батько» І Світової війни
- 26 липня — Олдос (Леонард) Хакслі, англійський філософ, письменник
- 13 вересня — Джон Бойнтон Прістлі, англійський письменник, драматург
- 21 жовтня — Едогава Рампо — японський письменник
- 26 листопада — Норберт Вінер, відомий американський математик, засновник кібернетики (пом. 1964)
- 19 грудня — Ріхард Фогт, німецький інженер та авіаційний конструктор, очолював авіаційні підрозділи компаній Kawasaki Heavy Industries та Blohm & Voss

## Померли
Дивись також Категорія:Померли 1894
- 7 грудня — Фердинанд де Лессепс, французький дипломат і підприємець, віконт, автор проєкту й керівник будівництва Суецького каналу
- 8 грудня — Пафнутій Львович Чебишов, російський математик, засновник Петербурзької наукової школи